# Amoya gracilis
Amoya gracilis är en fiskart som först beskrevs av Bleeker, 1875.  Amoya gracilis ingår i släktet Amoya och familjen smörbultsfiskar. Inga underarter finns listade i Catalogue of Life.